# Фажет Абатјал
Фажет Абатјал (фр. Faget-Abbatial) насеље је и општина у јужној Француској у региону Миди Пирене, у департману Жерс која припада префектури Ош.
По подацима из 2011. године у општини је живело 228 становника, а густина насељености је износила 13,06 становника/km². Општина се простире на површини од 17,46 km². Налази се на средњој надморској висини од 215 метара (максималној 303 m, а минималној 182 m).

## Демографија
| 1962. | 1968. | 1975. | 1982. | 1990. | 1999. | 2011. |
| ----- | ----- | ----- | ----- | ----- | ----- | ----- |
| 174   | 226   | 201   | 217   | 201   | 211   | 228   |

График промене броја становника у току последњих година